# 新坎布里亞 (密蘇里州)
新坎布里亞（英語：New Cambria）是位於美國密蘇里州梅肯縣的城市。

## 人口
根據2020年美國人口普查的數據，新坎布里亞的面積為1.75平方千米，當中陸地面積為1.74平方千米，而水域面積為0.01平方千米。當地共有人口153人，而人口密度為每平方千米87人。